# Futbol a Cuba
El futbol a Cuba és organitzat per l'Associació de Futbol de Cuba. Administra la selecció de futbol de Cuba i organitza el Campionat Nacional.
El futbol és el segon esport més popular per darrere del beisbol.

## Història

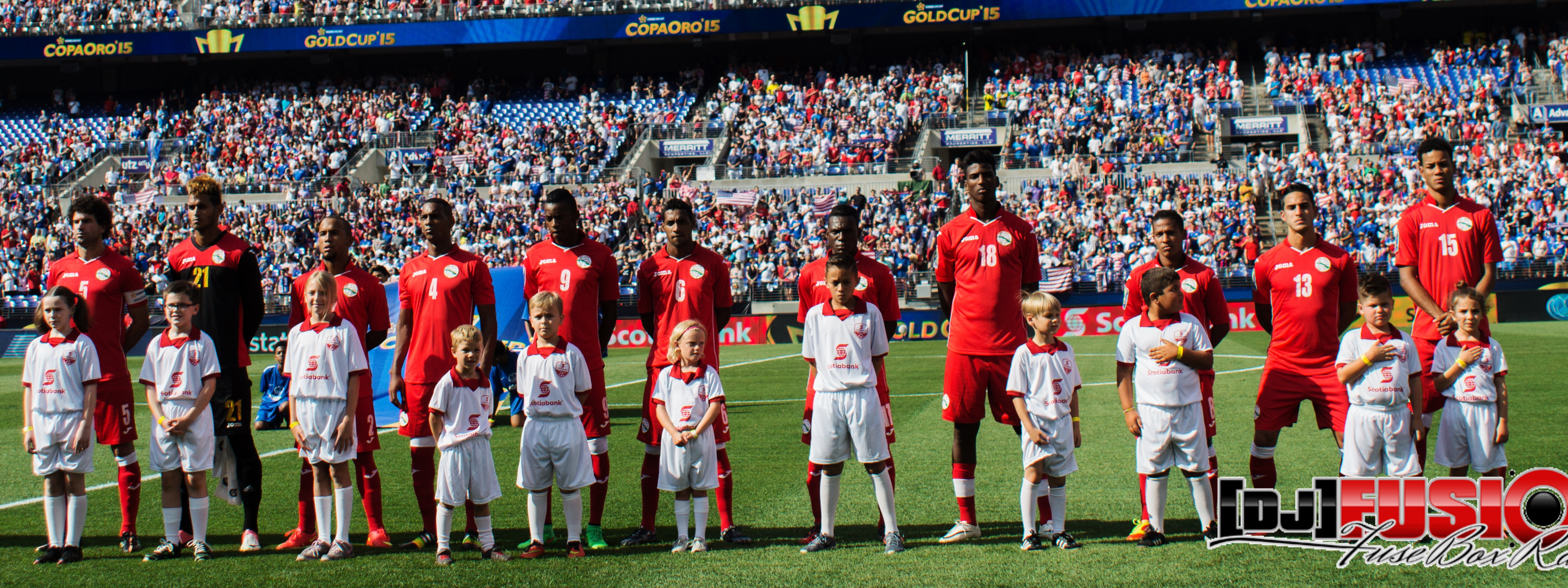
Selecció de Cuba el 2015.

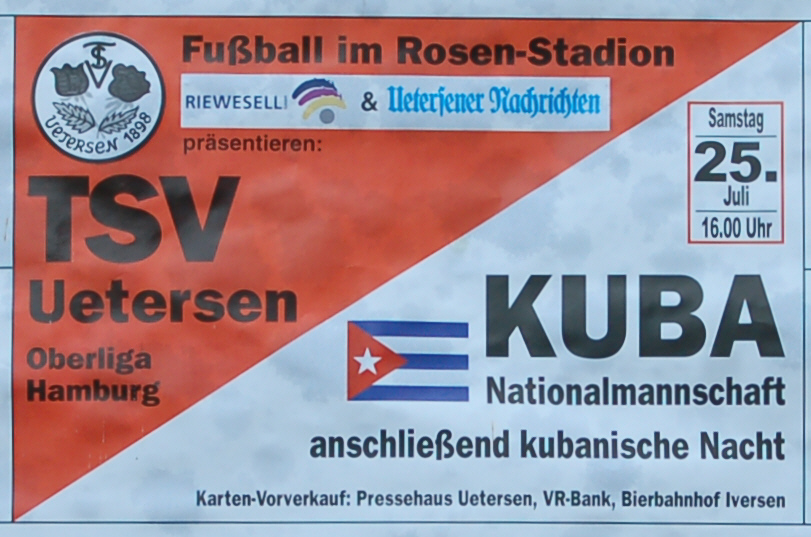
Póster d'un partit de la selecció cubana a Alemanya el 2009.

El futbol entra a Cuba a començament de segle xx.
El 24 de febrer de 1907 l'empresari Enrique Galán fundà el primer club del país, el Hatuey SC. El 2009 es fundà el Rovers AC (amb el nom Prado FC). El 1911 es fundà la Federación de Football Association. L'11 de desembre del mateix any es disputà el que és considerat primer partit oficial a Cuba, entre Rovers i Hatuey, amb victòria de Rovers per 1-0.
El 1912 apareixen els primers clubs fora de la capital, Guantánamo Sport Club i Club Olímpico (Santiago de Cuba) i Cienfuegos FC el 1913. Pel que fa a la capital destacà el naixement dels clubs CD Hispano América (1912), Euskeria Sporting Club (1912), Iberia Football Club (1915), Fortuna Foot-Ball Club (1917) i Cataluña FC del Centre Catalá (1917).

## Competicions
- Campionat Nacional de Futbol de Cuba

## Principals clubs
Clubs amb més campionats nacionals a 2019.
- FC Villa Clara
- CD Centro Gallego
- Real Iberia
- Juventud Asturiana
- FC Pinar del Río
- FC Ciudad de La Habana
- Deportivo San Francisco
- FC Ciego de Ávila
- Granjeros Camagüey
- Deportivo Hispano América
- FC Cienfuegos
- FC Industriales
- FC La Habana
- FC Santiago de Cuba

## Jugadors destacats
Fonts:
Des de 1930
- Benito Carvajales
- Mario López
- Héctor Socorro

Des de 1940
- Chus Alonso
- Mario Inchausti
- Juan Tuñas

Des de 1960
- José Verdecía Ochoa

Des de 1970
- Roberto Pereira

Des de 2000
- Maykel Galindo
- Yénier Márquez
- Odelín Molina
- Lester Moré
- Serguei Prado

Des de 2010
- Osvaldo Alonso

## Principals estadis

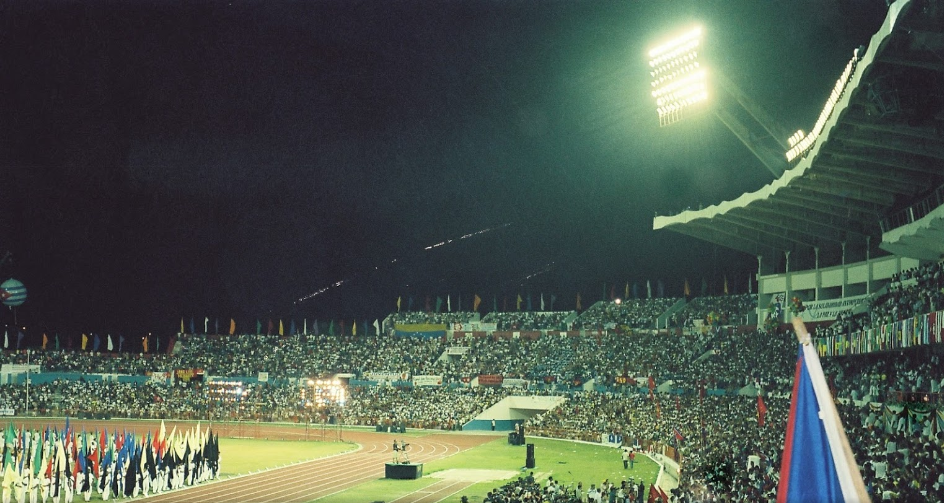
Estadi Panamericano.

| # | Estadi               | Seu      | Capacitat |
| - | -------------------- | -------- | --------- |
| 1 | Estadi Panamericano  | L'Havana | 50.000    |
| 2 | Estadi Pedro Marrero | L'Havana | 30.000    |